# MAN NM222

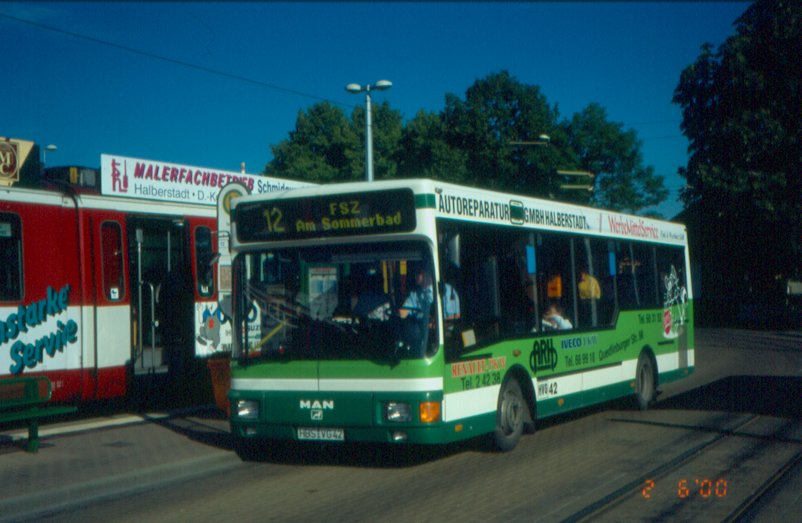
MAN/Göppel NM222

MAN NM222/NM152(2)/NM192 — полунизкопольный городской автобус среднего класса, выпускавшийся компанией MAN с 1993 по 1998 год. Вытеснен с конвейера моделью MAN NM223.

## История
Впервые автобус MAN NM222 был представлен в 1993 году. Представляет собой автобус, очень похожий на MAN NM152, но с незначительными изменениями. Модель также называлась MAN NM152(2) или MAN NM192.
Мощность двигателя автобуса MAN NM152(2) составляла 155 л. с., тогда как мощность двигателя автобуса MAN NM192 составляла 190 л. с. Мощность двигателя базовой модели составляла 220 л. с. Существовал также троллейбус MAN NMT222.
В 1998 году производство автобуса MAN NM222 было завершено.